# Vincent Houssiau
Pour l’article homonyme, voir Albert Houssiau.
 (février 2024).
Si vous disposez d'ouvrages ou d'articles de référence ou si vous connaissez des sites web de qualité traitant du thème abordé ici, merci de compléter l'article en donnant les références utiles à sa vérifiabilité et en les liant à la section « Notes et références ».
 (février 2024).
Vincent Houssiau (1er septembre 1962) est un diplomate belge, depuis 2017 chef de cabinet du roi Philippe, succédant à Frans van Daele.

## Biographie
Devenu diplomate, Houssiau remplit son premier poste diplomatique à Athènes et ensuite auprès de la représentation permanente de la Belgique près de l'Union Européenne.
Francophone, mais parfait bilingue, il fut conseiller diplomatique auprès des premiers-ministres Herman Van Rompuy et Yves Leterme. Il devint ensuite membre du Cabinet entourant plusieurs ministres:
- chef de cabinet de Steven Vanackere, ministre des affaires étrangères.
- chef de cabinet adjoint de Steven Vanackere, ministre des finances.
- chef de cabinet de Koen Geens, ministre des finances.
- chef de cabinet de Koen Geens, ministre de la justice.

Le 1er novembre 2017 il est entré en fonction en tant que chef de cabinet du roi Philippe.
Houssiau, fils du médecin André Houssiau (1924-1992), fait partie d'une famille nombreuse, ayant quatre sœurs et deux frères. Il s'est marié en 1998.

## Curriculum
- Diplomate belge à Athènes
- 2000 : secrétaire de la représentation permanente belge auprès de l'Union Européenne.
- 30/12/2008 : conseiller diplomatique auprès de Herman Van Rompuy, premier ministre.
- 25/11/2009 : conseiller diplomatique auprès de Yves Leterme, premier ministre.
- 15/09/2011 : chef de cabinet de Steven Vanackere, ministre des affaires étrangères.
- 06/12/2011 : chef de cabinet adjoint de Steven Vanackere, ministre des finances.
- 12/03/2013 : chef de cabinet de Koen Geens, ministre des finances.
- 11/10/2014 : chef de cabinet de Koen Geens, ministre de la justice.
- 01/11/2017 : chef de cabinet du roi Philippe